# خدا را کم نشین با خرقه‌پوشان
غزلی با مطلع «خدا را کم نشین با خرقه‌پوشان»، غزل شمارهٔ ۳۸۶ از دیوانِ حافظ در تصحیحِ محمد قزوینی و قاسم غنی است.

## در دیگر آثار هنری
در نسخهٔ مصور موزهٔ ملی ایران (شمارهٔ ۹۲۱۰) به‌تاریخ شوال ۱۰۲۵ ه‍.ق/اکتبر ۱۶۱۶ م و به کتابت شاه قاسم نیز نگاره‌ای بر مبنای این غزل با عنوان سرای پیر مغان موجود است.